# José Luis de Vilallonga
José Luis de Vilallonga, Marquês de Castellvell e Grande de Espanha (Madri, 29 de janeiro de 1920 – Andratx, Mallorca, 30 de agosto de 2007) foi um  aristocrata, escritor e actor espanhol.

## Biografia
Em 1951 instalou-se em Paris.  Desde então efetuou numerosas viagens e publicou entrevistas com grandes estadistas e celebridades, integrando-se ao mundo cultural francês como escritor de êxito e ator de cinema. Também em Paris, foi o porta-voz da Junta Democrática de Espanha.  De regresso a Madri, colaborou em numerosos periódicos.  Publicou mais de vinte livros (romances e memórias), três peças de teatro e incontáveis artigos. Participou como ator em 77 películas. Também escreveu roteiros para filmes e televisão.
Dentre seus livros cabe destacar: "Solo", "Fiesta", "Fúria", "A queda", "Allegro Bárbaro", "El Rey", "O sabre do Caudilho", "Franco e o Rei" e "Inolvidáveis Mulheres". Publicou seus três volumes de "memórias não autorizadas": "La cruda y tierna verdad", "Otros mundos otras vidas" e "La flor y la nata".  Em 1994 recebeu o grau de oficial da Legião de Honra por sua obra, escrita originariamente em francês.
Em 1961, atuou em Breakfast at Tiffany's (br:Bonequinha de Luxo) onde interpreta José da Silva Pereira, fazendeiro brasileiro que se casaria com a personagem Holly Golightly (Audrey Hepburn), o que acaba não ocorrendo.